# Bactris cubensis
Bactris cubensis é uma espécie de palmeira, endêmica de Cuba.